# نوريكو ياماناكا
نوريكو ياماناكا (باليابانية: 山中教子) هي لاعبة تنس الطاولة يابانية، ولدت في 1941.

## وصلات خارجية
- نوريكو ياماناكا على موقع منظمة تنس الطاولة العالمي (الإنجليزية)